# Centrale nucleare di Wylfa
La centrale nucleare di Wylfa è stata una centrale elettronucleare situata presso il villaggio di Cemaes, sull'isola di Anglesey, nel Galles. L'impianto è composto da due reattori Magnox da 490 MW di potenza netta, questi due reattori sono stati gli ultimi ed più potenti della filiera produttiva Magnox costruiti nel Regno Unito e nel mondo.

## Espansione dell'impianto
È prospettata una espansione dell'impianto, con la costruzione di 2 o 3 reattori EPR o AP1000 da parte della Horizon Nuclear Power (la decisione potrebbe essere in funzione dei ritardi nell'approvazione della filiera AP1000 dall'ente nucleare inglese, visto che il concorrente EPR è più avanti nelle autorizzazioni) della potenza prospettata totale netta di 3.600 MW, questi andrebbero a costituire la sezione B dell'impianto, il cui completamento è previsto entro il 2020. A fine marzo 2010 è stata ufficializzata la candidatura da parte di Horizon del sito Successivamente, con il cambiamento di proprietà del consorzio a Hitachi-GE Nuclear Energy Ltd, il sito avrà due reattori ABWR per 2760 MW totali.